# Diana Loghin
Diana Loghin (n. 23 aprilie 1997) este o fotbalistă din Republica Moldova care joacă în poziția de fundaș. A făcut parte din echipa națională de fotbal feminin a Republicii Moldova.

## Carieră internațională
Loghin a făcut parte din selecționata de seniori a Moldovei în timpul calificărilor la Campionatul Mondial de Fotbal Feminin 2019⁠(d).